# Tuapsinskij rajon
Il Tuapsinskij rajon (in russo Туапсинский район?) è un rajon del Kraj di Krasnodar, nella Russia europea.